# Korbuly Mihály
Korbuly Mihály (Tótbánhegyes, 1868. július 9. – Budapest, 1939. január 18.)  vegyészmérnök.

## Életpályája
Az erdélyi örmény Korbuly / Corbulián család leszármazottja.   Korbuly Mihály 1868. július 9-én született Tótbánhegyesen (ma Nagybánhegyes). 
Tanulmányait Svájcban, a zürichi műegyetemen és tudományegyetemen végezte. 1901-ben szerezte meg mérnöki oklevelét, bölcsészdoktori oklevelét pedig 1902-ben. 1902-től a budapesti Állatvédelmi és Takarmányozási Állomás vegyésze lett. 1904-ben külföldi utat tett a szennyvíztisztítás és halászati igazgatás kérdéseinek tanulmányozása céljából, melynek eredményeként készült tanulmánya alapján állították fel 1906-ban a Halélettani és Szennyvíztisztító Kísérleti Állomást Szarvas (település)on, melynek 1907-től igazgatója is volt. 1933-ban mint kísérletügyi főigazgató ment nyugdíjba.
Budapesten, 1939. január 18-án, 69 éves korában érte a halál.
Értekezései hazai és külföldi szakfolyóiratokban jelentek meg.

## Főbb művei
- A vízszennyezésekről különös tekintettel a halakra. (Halászat, VI. évfolyam)
- Az ipari szennyvizek és azok hatása a halakra. Szulfitcellulozegyári szennyvizek. (Kísérletügyi Közlöny, Budapest, 1912.)